# 高岩站 (長崎縣)
高岩站（日语：／ Takaiwa eki */?）是位於長崎縣佐世保市江迎町小川內，松浦鐵道的西九州線車站。

## 歷史
- 1989年（平成元年）3月11日 - 車站啟用[1]。

## 車站構造
車站是一座地面車站，設有1面1線的單式月台。此站是無人車站，沒有車站大樓，只有候車室和廁所。

## 使用狀況
以下為1日平均乘車人次列表：
| 乘車人員變化 | 乘車人員變化 |
| 年度         | 1日平均人次  |
| ------------ | ------------ |
| 1998         | 115          |
| 1999         | 111          |
| 2000         | 108          |
| 2001         | 124          |
| 2002         | 121          |
| 2003         | 98           |
| 2004         | 129          |
| 2005         | 131          |
| 2006         | 102          |
| 2007         | 92           |
| 2008         | 96           |
| 2009         | 103          |
| 2010         | 89           |

## 車站周邊
- 國道204號
- 高岩 - 站名的由來。該處為高約30米的懸崖，為平戶八景（日语：平戸八景）之一。在月台上可觀看懸崖。
- 佐世保市立江迎中學（日语：佐世保市立江迎中学校）
- 高岩簡易郵局
- 北松中央醫院（日语：北松中央病院）
- 小川內團地

## 相鄰車站
松浦鐵道
西九州線
江迎鹿町－高岩－豬調

## 注腳
1. ↑  鈴木文彥. . 鐵道雜誌 (鐵道雜誌社). 2012-8, 46 (8): 106–111 （日语）.
2. ↑  長崎縣統計年鑑

## 外部連結
- 高岩站時間表 （页面存档备份，存于）（日語） - 松浦鐵道